# Боевые действия
Боевые действия — организованное применение сил и средств для выполнения боевых задач частями, соединениями и объединениями родов войск (сил) видов вооружённых сил, отдельных родов войск, специальных войск и служб, то есть ведение войны на оперативном, оперативно-тактическом и тактическом уровнях.
Ведение войны на более высоком, стратегическом уровне организации называется военными действиями. Таким образом, боевые действия в военных действиях составная часть — например, когда фронт (группа фронтов) ведёт военные действия в форме стратегической наступательной операции (или между операциями), входящие во фронт армии и корпуса ведут боевые действия наступлением, рейдами и так далее.
Разновидности боевых действий — боевые действия войск (сил) противовоздушной обороны (ПВО), военно-воздушных сил (ВВС), военно-морского флота (ВМФ) и так далее.

## Состав
Основные виды:
- наступление;
- оборона;

Вспомогательные виды:
- встречный бой;
- окопный бой;
- тактическая  перегруппировка и так далее.

Они ещё различаются (подразделяются) по видам местности и временам года:
- Боевые действия в горах;
- Боевые действия в пустыне;
- Боевые действия в городе;
- Боевые действия зимой;
- и так далее.

## Характер
Боевые действия начинают носить характер гибридных войн. Наметилась тенденция смещения военных опасностей и военных угроз в информационно-идеологическую плоскость, когда помимо реального сражения битва переходит в интернет-пространство, СМИ и общественные объединения.— Николай Панков, статс-секретарь — заместитель Министра обороны Российской Федерации, генерал армии запаса. Иван Петров, статья «Курсантов обучат методам гибридных войн», Российская газета, 25.11.2015, 18:50.
На современном этапе боевые действия характеризуются следующими чертами:
- решительность целей;
- большой пространственный размах;
- высокая манёвренность;
- динамичность;

Качество организации боевых действий вкупе с боевыми свойствами вооружения и военной техники определяют эффективность боевых действий.

## В пожарной охране
Боевые действия — предусмотренное Уставом организованное применение сил и средств пожарной охраны для выполнения основной боевой задачи.